# Ian Stewart (autóversenyző)
Ian Macpherson M Stewart (Edinburgh, 1929. július 15. – 2017. március 19.) skót autóversenyző.

## Pályafutása
Mindössze egy Formula–1-es világbajnoki versenyen indult. Jelen volt az 1953-as brit nagydíjon, ám nem ért célba a futamon.
1952 és 1954 között három alkalommal vett részt a Le Mans-i 24 órás versenyen. Az 1953-as futamon társával, Peter Whitehead-el a negyedik helyen értek célba.

## Eredményei

### Teljes Formula–1-es eredménysorozata
(Táblázat értelmezése)

(Félkövér: pole-pozícióból indult; dőlt: leggyorsabb kört futott) 

| Év   | Csapat        | Modell           | Motor       | 1   | 2   | 3   | 4   | 5   | 6      | 7   | 8   | 9   | Helyezés | Pont |
| ---- | ------------- | ---------------- | ----------- | --- | --- | --- | --- | --- | ------ | --- | --- | --- | -------- | ---- |
| 1953 | Ecurie Ecosse | Connaught Type A | Lea-Francis | ARG | 500 | NED | BEL | FRA | GBR Ki | GER | SUI | ITA | -        | 0    |

### Le Mans-i 24 órás autóverseny
| Év   | Csapat           | Autó                    | Csapattárs       | Helyezés |
| ---- | ---------------- | ----------------------- | ---------------- | -------- |
| 1952 | Jaguar Ltd.      | Jaguar C-Type           | Peter Whitehead  | Kiesett  |
| 1953 | Jaguar Cars Ltd. | Jaguar C-Type           | Peter Whitehead  | 4.       |
| 1954 | David Brown      | Aston Martin DB3S Coupe | Graham Whitehead | Kiesett  |

## Külső hivatkozások
- Profilja a grandprix.com honlapon (angolul)
- Profilja a statsf1.com honlapon (angolul)